# Ne reviens pas (chanson de Gradur et Heuss l'Enfoiré)
Pour l’article homonyme, voir Ne reviens pas (chanson de Johnny Hallyday).
Ne reviens pas est une chanson de Gradur featuring Heuss l'Enfoiré.
La chanson est sortie en novembre 2019 en single et s'est classée dès le lendemain en 1re position des ventes en France, pour 9 semaines. Elle est restée 69 semaines, soit plus d'un an, dans le top 200 des ventes en France. Le titre a ainsi été nommé en 2021 aux Victoires de la musique dans la catégorie du titre le plus streamé.
L'air de la chanson reprend celui de Blue (Da Ba Dee) du groupe italien Eiffel 65.

## Classements
| Classement (2019 à 2021)                | Meilleure position |
| --------------------------------------- | ------------------ |
| Belgique (Wallonie Ultratop 50 Singles) | 2                  |
| France (SNEP)                           | 1                  |
| Suisse (Schweizer Hitparade)            | 21                 |